# Phra Borom Maha Ratchawang (phó quận)
Phra Borom Maha Ratchawang (tiếng Thái: พระบรมมหาราชวัง, phát âm [pʰráʔ bɔ̄ː.rōm mā.hǎː râːt.t͡ɕʰā.wāŋ]) là một khwaeng (phó quận) của  quận Phra Nakhon, ở Băng Cốc, Thái Lan. Vào năm 2017 tổng dân số tại đây là 3.953 người.

## Lịch sử
Quận phó được đặt tên sau Cung điện Hoàng gia Thái Lan hoặc Phra Borom Maha Ratchawang trong tiếng Thái, nằm trong khu vực đó.
Khi Somdet Chaophraya Maha Kasatsuek tự phong là Vua Rama I, sau cái chết của Vua Taksin, ông chuyển thủ đô của Xiêm La (Thái Lan ngày nay) đến cánh phải Sông Chao Phraya đối diện với cố đô, Thonburi. Ông xây dựng Cung điện mới cùng với sự thành lập chính thức của Vương quốc Rattanakosin vào ngày 21 tháng 4 năm 1782.

## Địa lý
Phra Borom Maha Ratchawang có thể được xem là phần phía Tây của quận và là khu vực hành chính của quận.
Khu vực này tiếp giáp với nhiều phó quận (từ phía Bắc theo chiều kim đồng hồ): Chana Songkhram, Talat Yot, Bowon Niwet, San Chaopho Suea, Wat Ratchabophit, Wang Burapha Phirom tất cả nằm cùng quận, và Wat Kanlaya ở Thon Buri, Wat Arun ở Bangkok Yai, Siriraj, và Arun Amarin ở Bangkok Noi (bắc qua sông Chao Phraya).